# St. Margarethen TG
| TG ist das Kürzel für den Kanton Thurgau in der Schweiz. Es wird verwendet, um Verwechslungen mit anderen Einträgen des Namens St. Margarethen zu vermeiden. |

St. Margarethen ist eine Ortschaft der Gemeinde Münchwilen im Schweizer Kanton Thurgau. Am 1. Januar 1950 fusionierte die ehemalige Ortsgemeinde zur Einheitsgemeinde Münchwilen.

## Geschichte

St. Margarethen im Jahr 1953, im Hintergrund rechts Bronschhofen

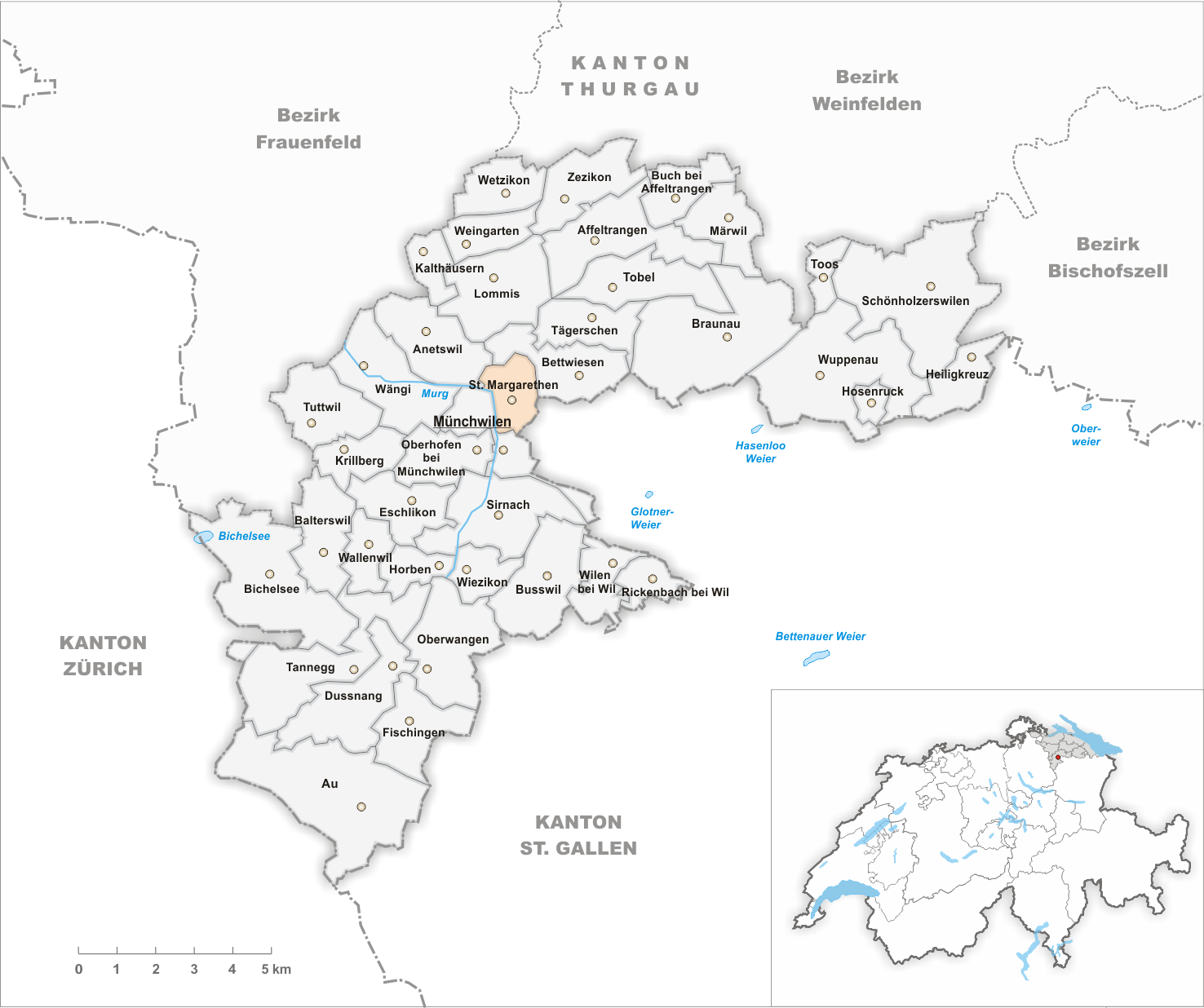
Gemeindestand vor der Fusion im Jahr 1950

1275 wurde das Dorf als Affoltrangen sancte Margarete erwähnt. St. Margarethen lag in der Herrschaft Lommis, die von 1599 bis 1798 dem Kloster Fischingen gehörte. Die 1275 belegte Pfarrkirche gelangte 1316 an das Kloster, das St. Margarethen 1362 der Pfarrei Sirnach zuteilte. Im Zug der Gegenreformation wurde die ehemalige Pfarrkirche 1641 abgetragen und an anderer Stelle neu errichtet. Diese Kapelle St. Margarethen erlebte im 17. und 18. Jahrhundert eine Blüte als Wallfahrtskirchlein. 1803 bis 1950 bildete St. Margarethen zusammen mit Sedel und Mörikon eine Ortsgemeinde der Munizipalgemeinde Sirnach. Die reformierten Einwohner schlossen sich 1935 der neu gegründeten Kirchgemeinde Münchwilen-Eschlikon an. 1950 wurden St. Margarethen, Münchwilen und Oberhofen bei Münchwilen zur politischen Gemeinde Münchwilen vereinigt.
Von 1474 bis ca. 1860 ist im Ort, 1475 bis 1918 in Mörikon eine Mühle belegt. Trotz des seit um 1711 existierenden Marktrechts fanden in St. Margarethen nur unregelmässig Märkte statt. Im 18. und 19. Jahrhundert boten Spinnerei, Weberei und Stickerei Verdienst. Die 1913 gegründete Schweizerische Gesellschaft für Tüllindustrie AG (ab 2002 Swisstulle) und die 1916 als Metallwarenfabrik gegründete Leuchtenherstellerin Huco AG prägen den industriellen Charakter des Dorfs.

## Bevölkerung
| Bevölkerungsentwicklung von St. Margarethen | Bevölkerungsentwicklung von St. Margarethen | Bevölkerungsentwicklung von St. Margarethen | Bevölkerungsentwicklung von St. Margarethen | Bevölkerungsentwicklung von St. Margarethen | Bevölkerungsentwicklung von St. Margarethen |        |
| Jahr                                        | 1850                                        | 1941                                        | 2000                                        | 2010                                        | 2018                                        | 2023   |
| ------------------------------------------- | ------------------------------------------- | ------------------------------------------- | ------------------------------------------- | ------------------------------------------- | ------------------------------------------- | ------ |
| Einwohner                                   | 245                                         | 513                                         | 751                                         | 870                                         | 1038                                        | 1039   |
| Reformierte Einwohner                       | 4 %                                         | 46 %                                        |                                             |                                             | 27,6 %                                      | 24,5 % |
| Quelle                                      | [ 3 ]                                       | [ 3 ]                                       | [ 4 ]                                       | [ 5 ]                                       | [ 2 ]                                       | [ 6 ]  |

Von den insgesamt 1038 Einwohnern der Ortschaft St. Margarethen im Jahr 2018 waren 171 bzw. 16,5 % ausländische Staatsbürger. Am 31. Dezember 2023 waren 389 (37,4 %) römisch-katholisch und 255 (24,5 %) evangelisch-reformiert.

## Sehenswürdigkeiten
In St. Margarethen liegen die Bildkapelle Pilgerhüsli sowie die spätgotische Pilgerkapelle St. Margarethen. Sie wurde 1642 geweiht und von den Jakobspilgern auf dem Schwabenweg besucht, die an den Wänden des Pilgerraums Rötelinschriften hinterlassen haben.

## Persönlichkeiten
- Emil Lindenmann (1942–2018), Politiker (SVP)